# Dragon Pál
Dragon Pál (Csongrád, 1945. február 1. – Budapest, 2010. április 17.) újságíró, ügyvéd, politikus, országgyűlési képviselő.

## Élete
Édesapja és bátyja tevékenyen részt vett az 1956-os forradalomban. 1962-ben esztergályos szakképesítést szerzett. 1985-től ellenzéki viselkedése miatt (szamizdat folyóiratok terjesztése, rendszerellenes tüntetéseken való részvétele) a rendőrség figyelmének a központjába került. 1987-ben részt vett a Lakiteleki találkozón, majd 1988-ban belépett az akkor még mozgalomként működő Magyar Demokrata Fórumba. Ugyanebben az évben részt vett az Független Kisgazdapárt megszervezésében, a párt tagja és főtitkár-helyettese lett. 
1990-ben az FKgP listájáról jutott be az Országgyűlésbe. 1992-ben Torgyán József nyomására kizárták a pártból. 1994-ben nem szerzett mandátumot. A Kapu című folyóirat gazdasági rovatának újságírója lett. 1995-től jogot tanult. 1996-ban belépett az MDF-be. 2008-tól az MDF Pest megyei elnöke volt. 
2009-ben Boross Péter megüresedett parlamenti helyére listán őt jelölte az MDF választmánya, így 2009. február 14-től újra országgyűlési képviselő lett. A 2010-es magyarországi országgyűlési választáson is indult a Pest megyei 11. számú választókerületben. 
Két nappal a választások előtt több egymást követő infarktus miatt életveszélyes állapotban kórházba szállították. Nyolc nappal később, 2010. április 17-én éjjel a kórházban elhunyt.